# Инкстер, Норман
Норман Инкстер (англ. David Norman Inkster; род. 19 августа 1938, Виннипег) — канадский государственный деятель, президент Интерпола в 1992-1994 годах.

## Жизнеописание
Родился 19 августа 1938 года в Виннипеге, штат Манитоба. В 1957 году он присоединился к королевскому канадскому полицейскому учреждению, начав свою карьеру в Реджайне, но позже служил по всей Канаде. Получил степень бакалавра искусств с отличием по социологии в университете Нью-Брансуик, где получил памятную премию Сандры Будович. После окончания университета Инкстер вернулся в Оттаву.
В 1974 году Инкстер был назначен инспектором Канадской королевской конной полиции. В 1978 году начал командовать монреальским подразделением полиции. Через год он был назначен исполнительным директором уполномоченного полиции, а в 1980 году был назначен на должность сотрудника штаба и Отдела кадров в Оттаве, а также руководителем отдела кадров. В 1982 году был назначен командующим отдела Канадской королевской конной полиции 'A' северо-восточного Онтарио. Двумя годами позже Инкстер был назначен помощником комиссара и директором по персоналу, а в следующем году стал заместителем комиссара по уголовным делам. 1 сентября 1987 года Инкстер был назначен комиссаром королевской канадской полиции.
Комиссар Инкстер столкнулся с дискуссиями о профсоюзах, создал комитет внешнего обзора для рассмотрения жалоб на государственном уровне, улучшения связей со СМИ, расширения международных обязанностей полиции по миротворчеству и принятия полицейской деятельности в сфере общественной деятельности как модели предоставления услуг.
В 1992 году был избран президентом Международной организации уголовной полиции (Интерпола), был членом Канадской и Международной ассоциации начальников полиции, а также членом Старшего исполнительного комитета, ответственного за общее правоприменения, борьбу с незаконным оборотом наркотиков, совершения экономических преступлений, Внешней службы и уголовной разведки.
Подал в отставку 24 июня 1994 года.

## Награды и награды
- Премия Мира Гузи
- Орден Канады

## Внешние ссылки
- Norman Inkster Joins Board of dot com Entertainment Group _ Business Wire